# Lonchaea magnicornis
Lonchaea magnicornis är en tvåvingeart som beskrevs av Friedrich Georg Hendel 1932. Lonchaea magnicornis ingår i släktet Lonchaea och familjen stjärtflugor. Inga underarter finns listade i Catalogue of Life.